# Bistum Man
Das Bistum Man ist ein römisch-katholisches Bistum im Westen der Elfenbeinküste in Westafrika. Das Bistum gehört zum Erzbistum Gagnoa und weist eine Fläche von 30.750 km² auf.
Das Bistum umfasst nach eigenen Angaben (2004) rund 235.000 Katholiken. Das entspräche gemäß dieser Quelle 16,3 Prozent der Bevölkerung. Das päpstliche Jahrbuch Annuario Pontificio 2005 nennt fürs Vorjahr die Zahl von 72.567 Katholiken, was 5,0 Prozent der 1445.243 Einwohner ausmache. Dies bedeutet auf jeden Fall eine enorme Steigerung, betrug der Anteil Katholiken 1970 doch nur 9126 oder 1,6 Prozent. Diese werden in 24 Pfarreien von 32 Priestern betreut. Daneben leben noch rund neunzig Ordensleute im Bistum. Die wichtigsten sind Fidei Donum, Salesianer und die Weißen Väter. Dis Diözese betreut eine eigene Radiostation La Voix des 18 Montagnes (französisch für: Die Stimme aus den 18 Bergen). Daneben gibt es neben einer Reihe von Gruppen aus den Bereichen Gebet, Katechese, Jugend und Familie das Hilfswerk BDPH (Bureau Diocésain de Promotion Humaine; französisch für: bischöfliches Büro zur Förderung der Menschlichkeit), welches Hilfe zur Selbsthilfe gibt.

## Geschichte
Die ersten Missionare gehörten zu den Weißen Väter und kamen 1933 nach Man. Der Westen der Elfenbeinküste unterstand dem Bistum Daloa. Am 8. Juni 1968 wurde durch Papst Paul VI. das Bistum Man errichtet. 1968 hatte das Bistum gerade  vier afrikanische Priester. Bischof Agré holte daher Fidei-Donum-Priester aus manchen Ländern und einige Religionsgemeinschaften zu Hilfe. Bis 1992 wurden acht neue Pfarreien gegründet. Weiter Schwerpunkte war die Einrichtung von Sekundarschulen und Kindergärten, Erwachsenenkatechese, die Ausbildung von Katecheten und die finanzielle Selbständigkeit. Dazu betreibt das Bistum mehrere Zuchtfarmen und hat Miethäuser gebaut. Als Kathedrale dient die St. Michael-Kirche von Man. 1994 wurde ein Teil des Bistums abgetrennt, um das Bistum Odienné zu gründen.

## Bischöfe
- Bernard Agré (1968–1992), später im Bistum Yamoussoukro
- Joseph Téky Niangoran (1992–2007)
- Gaspard Béby Gnéba (seit 2007)

## Pfarreien
- Man: Pfarrei Saint Michel (Kathedrale); Pfarrei Sainte Thérèse; Pfarrei Sainte Marie; Pfarrei Christ-Roi
- Bangolo: Pfarrei Saints Pierre et Paul
- Biankouma: Pfarrei Notre Dame du Mont Bian
- Bin Houye:
- Blolequin: Pfarrei Saints Pierre et Paul
- Damane: Pfarrei Saint Jean
- Duékoué: Pfarrei Sainte Thérèse
- Gbonne: Pfarrei Notre Dame des Monts Touras
- Grapleu:
- Guiglo: Pfarrei Saint Joseph; Pfarrei Notre Dame de Nazareth
- Kouibly:
- Logouale: Pfarrei Saint Jean
- Mahapleu: Pfarrei Sainte Famille
- Siably: Pfarrei Sainte Thérèse
- Sipilou: Pfarrei von Biankouma aus betreut
- Sangouine: Pfarrei Notre Dame de Lourdes
- Taï: Pfarrei Sainte Famille
- Toulépleu: Pfarrei Saint Kisito
- Zagne: Pfarrei Sainte Marie
- Zouan-Honien: Pfarrei Saint Benoît